# PAST

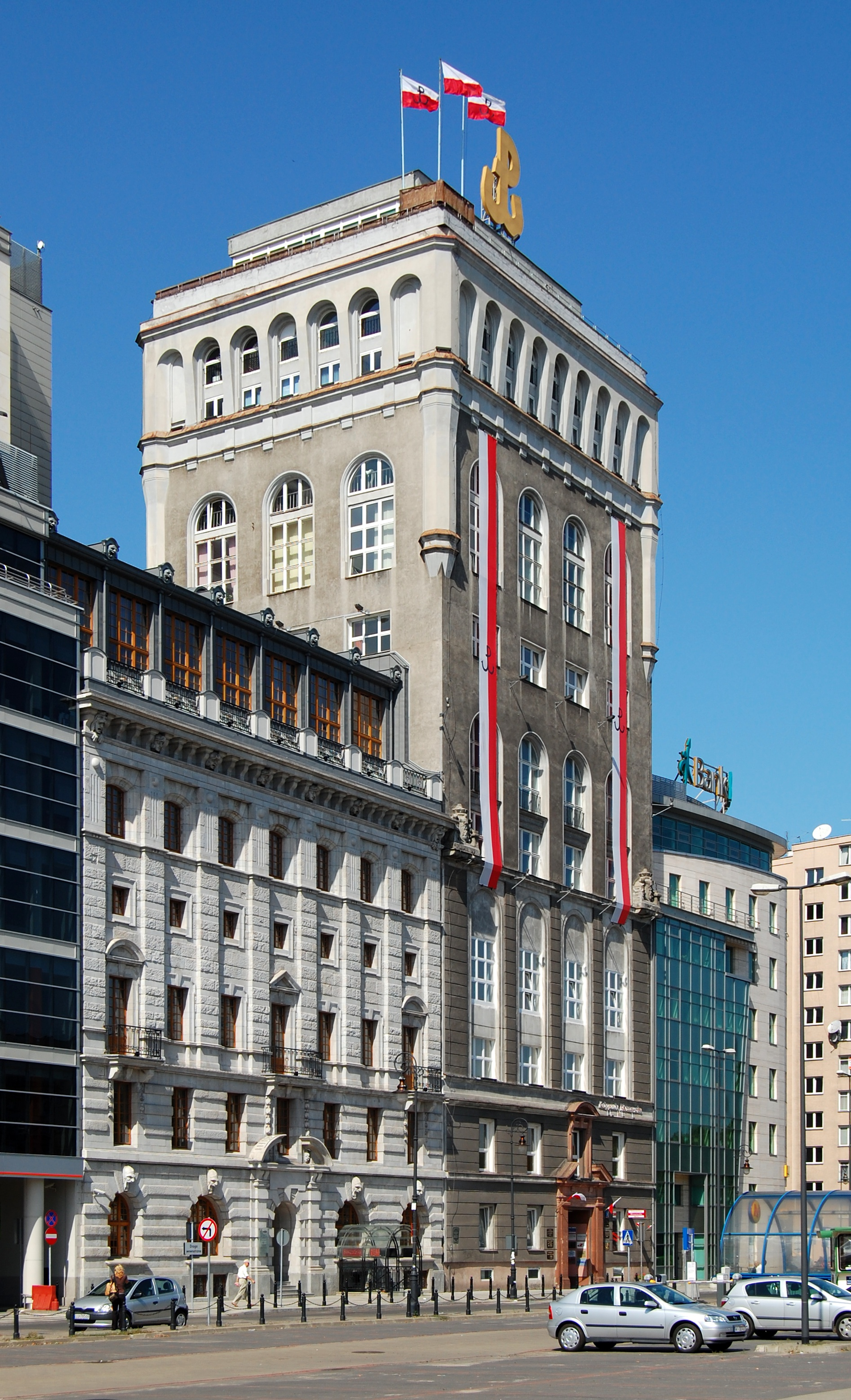
Tornet 2009.

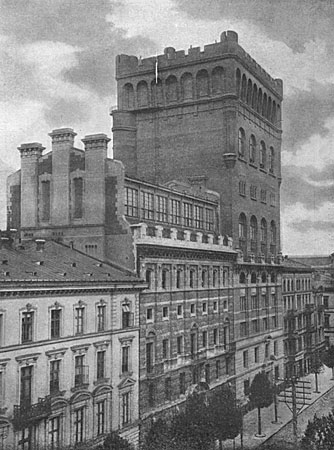
Byggnaden före andra kriget.

PAST (fortkortning av Polska Akcyjna Spółka Telefoniczna) var en polsk telefonoperatör verksam mellan första och andra världskriget. 

## PAST-byggnaden
Företagets högkvarter på Zielnagatan uppfördes mellan 1904 och 1905 och ritades av Isak Gustaf Clason tillsammans med Lars Israel Wahlman och  Bronisław Brochowicz-Rogoyski. Ursprungligen var byggnaden bas för Henrik Tore Cedergrens polska telefonföretag, men 1922 togs den över av PAST. Byggnaden kom att spela en viktig roll under Warszawaupproret 1944, då den ockuperades av motståndsrörelsen Hemarmén. Då byggnaden skadades allvarligt i samband med upproret var den tvungen att återuppbyggas efter krigsslutet. Idag pryds byggnadens tak av Hemarméns kotwica-logotyp.